# Dapperheidsmedaille (Saksen-Altenburg)
De Dapperheidsmedaille (Duits: Tapferkeitsmedaille) was een onderscheiding van het Duitse hertogdom Saksen-Altenburg.
De ronde bronzen medaille werd op 20 februari 1915 door de regerende hertog Ernst II van Saksen-Altenburg ingesteld voor "bijzondere en uitzonderlijke moed" in wat de Eerste Wereldoorlog zou worden genoemd. De door de Berlijnse hofraveur Max Haseroth gesneden medaille werd verleend aan soldaten en onderofficieren van het 153e Thüringse Regiment Infanterie van de Achtste Divisie. Ook onderdanen van Saksen-Altenburg die in andere eenheden en in de Keizerlijke Marine waren ongedeeld kwamen voor de medaille in aanmerking. Zij moesten al met het IJzeren Kruis IIe Klasse zijn onderscheiden.
In 1916 noopte materiaalschaarste de regering van Saksen-Altenburg tot het uitreiken van medailles van wat eufemistisch "oorlogsmetaal" werd genoemd. In 1916 werd een legering van koper en zink gebruikt. In 1918 toen de Duitse economie op instorten stond koos men zink. Deze 2300 medailles zijn grijzig en onscherp. Er zijn vier varianten bekend:
- Helder gepatineerd brons met gesoldeerde ring
- Bronskleurige zinklegering, de ring is deel van de medaille
- Koperkleurige zinklegering, de ring is deel van de medaille
- Grauw oorlogsmetaal (zink), de ring is deel van de medaille

Al met al werden 11.900 medailles geslagen. Het hertogdom had 220 000 inwoners.
Op de voorzijde staat een "Kruis pattée alisée" met het wapen van Saksen in het midden en een kroon op de bovenste kruisarm. Op de horizontale arm staan het jaartal "1914". Op de keerzijde staat het gekroonde monogram van Ernst II. Men droeg de medaille aan een groen lint met brede zilverwitte strepen en een smallere zilverwitte middenstreep op de linkerborst. Om de medaille met het lint te verbinden waren twee ringen nodig.

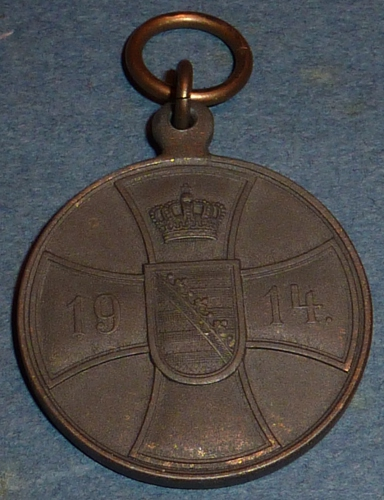
Voorzijde
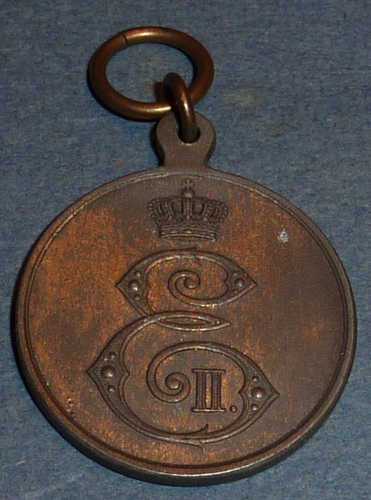
Keerzijde
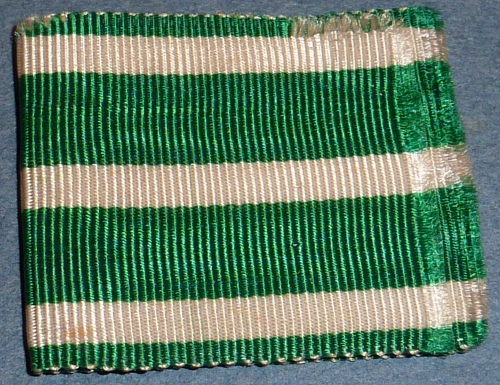
Lint

## Gedecoreerden
- Hans Weinreich